# 遍照院 (久喜市)
遍照院（へんじょういん）は、埼玉県久喜市にある真言宗智山派の寺院。

## 歴史
創建年代は不明である。ただ当院の境内に久喜市の文化財に指定されている「建長板石塔婆」があり、「建長二年（1255年）」の銘があることから、鎌倉時代には既に存在していたものと推測される。
現住職は絵の才能があり、これまでに多くの仏画等を描いている。また当院の他に同県加須市の總願寺や千葉県匝瑳市の西光寺で仏画教室を開いている。

## 文化財
- 建長板石塔婆（久喜市指定文化財 昭和47年8月18日指定）[2]

## 交通アクセス
- 久喜駅より徒歩10分。